# Synoptik
Synoptik A/S er en optikerkæde, som forhandler briller og kontaktlinser. Kæden blev grundlagt i 1930 af den danske brillegrosserer Robert Delfer under navnet Sygekassernes Optik og fik sit nuværende navn i starten af 1970’erne, da sygekasserne blev nedlagt.
Robert Delfer grundlagde Synoptik som en udfordring til markedets øvrige optikere, som solgte briller. Priserne var imidlertid forbeholdt de få. Delfer mente, at et godt syn, optimal øjensundhed og kvalitet skulle være tilgængeligt for alle.
Synoptik er med over 100 butikker fordelt i Danmark og mere end 700 medarbejdere en af Danmarks største optikerkæder. Kæden har samtidig butikker i Sverige, Norge og på Grønland. Den første butik åbnede på Nørre Voldgade i København, og i løbet af 1930’erne åbnede kæden flere butikker i København, Aalborg og Odense. Synoptiks ekspansion fortsatte i 1940’erne, og i dag er kæden repræsenteret overalt i Danmark.
I 2022 opkøbte Synoptik den svenske optikerkæde Smarteyes, som har 18 butikker i Danmark og 71 butikker i Sverige.
Blandt de første med abonnementsløsninger
I 1960’erne begyndte kontaktlinsemarkedet at røre på sig. Synoptik var blandt andet de første til at lancere kontaktlinser, som kunne bruges en dag ad gangen. I slutningerne af 1970’erne kunne kæden også introducere kontaktlinseabonnementer.
I 2018 gjorde kæden det også muligt at få briller på abonnement under navnet Brilleabonnement All-Inclusive™, som har vundet stor popularitet blandt den danske befolkning. I stedet for kontante køb af briller betales et fast månedligt beløb. Abonnenter kan eksempelvis få synsprøver efter behov, nye glas ved ændret synsstyrke og meget andet. Abonnementsløsningen med briller var en helt ny måde at passe på sit syn og bruge briller på.
En del af EssilorLuxottica
Robert Delfer døde i 1948 og overdrog ejerskabet af virksomheden til Synoptik-Fonden. Fonden fik blandt andet til opgave at forbedre og støtte unge optikeres uddannelse. Det stod i Delfers testamente, som han lavede inden hans død. I starten af 1960’erne fik optikere ret til at foretage synsprøver, hvilket var en milepæl for Synoptik.
I 1993 solgte Synoptik-Fonden en del af sine aktier til bl.a. Tryg Forsikring og investeringsfonden Kirkbi. Synoptik-Fonden ændrede samtidig sine vedtægter, så den fremover støttede forskning, idet optikeruddannelsen var overtaget af staten.
De danske investerer solgte senere deres del af aktierne i Synoptik A/S til Pearle Europe, som senere skiftede navn til GrandVision. I 2022 blev GrandVision og Synoptik overtaget af den italienske brille- og modegigant EssilorLuxottica, som er verdensførende inden for briller, kontaktlinser og design.
EssilorLuxottica ejer flere af markedets mest populære designermærker, som i dag er en del af Synoptiks sortiment af briller i kædens butikker hele landet over.

## Eksterne kilder og henvisninger
- Synoptiks hjemmeside